# Скапы
Скапы (лат. Stenotomus) — род морских лучепёрых рыб из семейства спаровых.
Наибольшая длина тела до 46 см и масса до 2,1 кг.
Задний конец плавательного пузыря у скапов заходит в полость кости, поддерживающей второй шип анального плавника. Эта кость представляет собой полый цилиндр со скошенным приостренным верхом.
Встречаются вдоль атлантического побережья США, где являются важными объектами рыбного промысла.

## Классификация
В состав рода включают 2 вида:
- Длинноиглый карась, или длинноиглый порги[1] (Stenotomus caprinus) (Jordan et Gilbert, 1882)
- Скап, или скап-хризопс[1] (Stenotomus chrysops) (Linnaeus, 1766)